# Wuischke (Hochkirch)

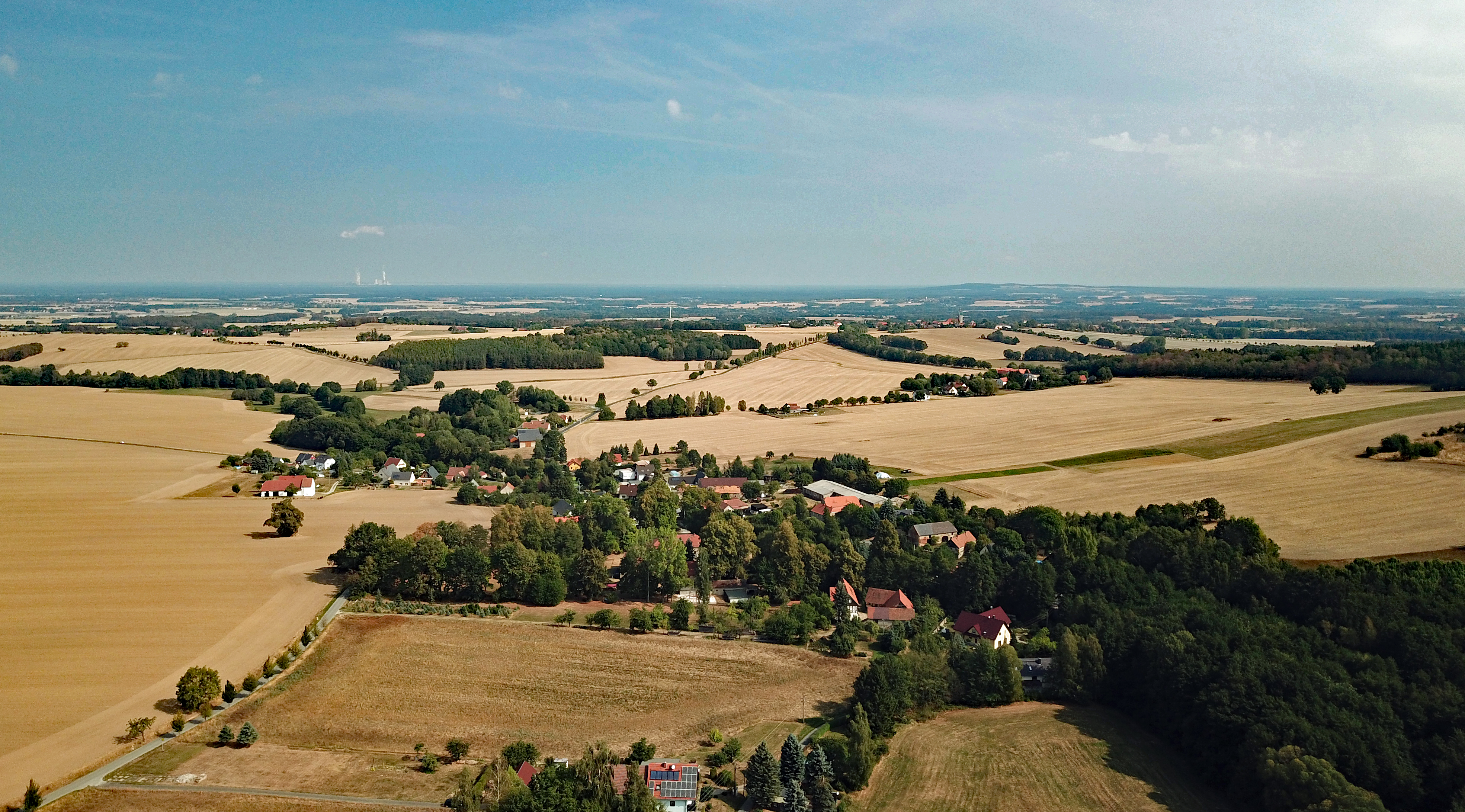
Luftbild

Wuischke, obersorbisch Wuježkⓘ, ist ein Dorf im Osten des sächsischen Landkreises Bautzen, das zur Gemeinde Hochkirch gehört. Es zählt zur Oberlausitz und gehört zum offiziellen sorbischen Siedlungsgebiet.

## Geografie

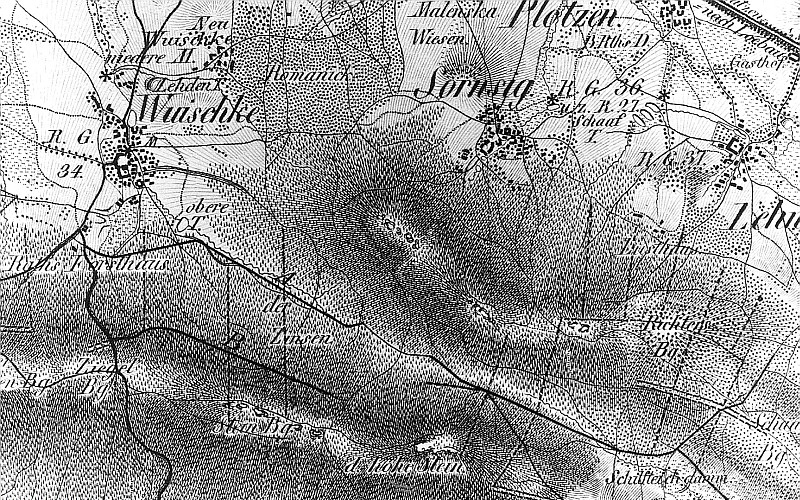
Topographische Karte von 1821/1822

Der Ort befindet sich 2,5 Kilometer südwestlich des Gemeindezentrums von Hochkirch auf 290–350 m ü. NHN in einem Talgrund am Fuß des Czorneboh. Die Nachbarorte sind Meschwitz im Nordwesten, Hochkirch im Nordosten und Sornßig im Osten. Wuischke ist auf drei Seiten von Wäldern umgeben, nur nach Norden ist die Landschaft offen.
In südliche Richtung wird die Czorneboh-Bergkette in einer Höhe von ca. 445 m ü. NHN von einer Altstraße überschritten. Es wird angenommen, dass es sich um eine alternative Streckenführung des Böhmischen Steiges von Bautzen nach Prag handelt (→ Skalenburg Blösa bei Bautzen).
Nach der Siedlungsanlage ist Wuischke ein Reihendorf.

## Geschichte
Der Ort wird 1419 als Ugest parcva erwähnt, später auch Wugist (1441), Vgest/Vgist (1472), Vgischgk (1499), Wgest (1505). Um 1760 erscheint der Ortsname in seiner heutigen Form.
1936 wurde Wuischke nach Meschwitz eingemeindet und kam bei der Eingemeindung von Meschwitz 1973 nach Hochkirch.

## Bevölkerung

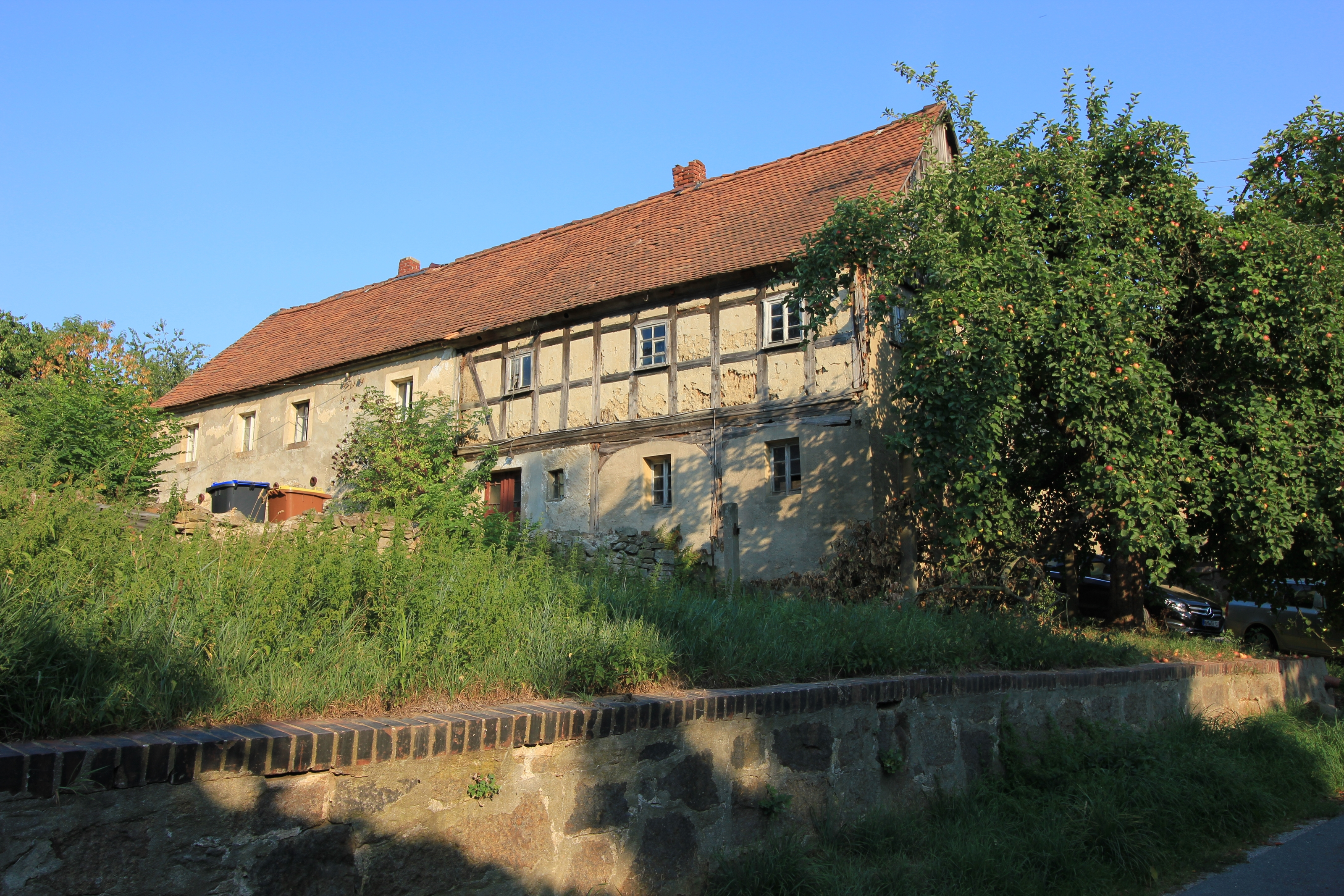
Umgebindehaus Wuischke 33a (Kulturdenkmal)

Für seine Statistik über die sorbische Bevölkerung in der Oberlausitz ermittelte Arnošt Muka in den achtziger Jahren des 19. Jahrhunderts für den Ort eine Bevölkerungszahl von 237 Einwohnern; davon waren 205 Sorben (86 %) und 32 Deutsche. Seither ist der Anteil der Sorbisch-Sprecher stark zurückgegangen, wenn auch die Orte am Czorneboh (Wuischke, Rachlau, Meschwitz) deutlich länger als ihre Umgebung – nämlich bis in die 1960er Jahre hinein – mehrheitlich sorbisch blieben.
Seit ca. dem Jahr 2000 findet in Wuischke im August das von Dorfbewohnern organisierte Evangelische Sorbische Hoffest statt. Im Zuge dieser auflebenden kulturellen sorbischen Aktivitäten ist auch das einstmals in den sorbischen Dörfern weit verbreitete Ostersingen am Ostersonntag im Ort wieder belebt worden: Heute findet es in Wuischke als zweisprachige Andacht jährlich bei Sonnenaufgang am Ostersonntag statt.
1910 hatte Wuischke 202 Einwohner. In den für die 1990er Jahre vorliegenden Daten wird die Siedlung Neuwuischke gesondert gezählt. Sie hat seit dem vergleichsweise konstant um die 30 Einwohner. Der Hauptort Wuischke verzeichnet im gleichen Zeitraum leicht schwankende Einwohnerzahlen zwischen rund 130 bis 150.
Der größte Teil der gläubigen Bevölkerung ist evangelisch-lutherisch. Der Ort ist nach Hochkirch gepfarrt.

## Persönlichkeiten
Wuischke war seit den 1970er Jahren der Wohnort des deutsch-sorbischen Dichters Kito Lorenc (1938–2017). 1970 erwarben der Schriftsteller Adolf Endler und seine damalige Ehefrau Elke Erb ein Haus in Wuischke, wo Erb bis ins Alter über den Sommer wohnte. Auch der Lyriker Heinz Czechowski besaß seit 1978 ein Haus in Wuischke und beschreibt seine Sommeraufenthalte dort u. a. in seiner Autobiographie. Zu Gast in Wuischke waren bis zum Beginn der 1990er Jahre, als der Künstlerkreis nach dem Ende der DDR rasch zerfiel, auch andere Künstler und Schriftsteller, wie z. B. Franz Fühmann, Heiner Müller, Volker Braun, Uwe Kolbe, Christian Borchert, Rainer Kirsch, Brigitte Struzyk und Sascha Anderson.
In Wuischke geboren wurde der sorbische Sprachwissenschaftler Helmut Faßke (1932–2024).